# Down to Earth (Lied)
Down to Earth ist ein Lied des britischen Pop-Rock-Musikers Peter Gabriel, das er für den Film WALL·E – Der Letzte räumt die Erde auf schrieb, der 2009 veröffentlicht wurde. Gesungen wird er von Peter Gabriel zusammen mit dem Soweto Gospel Choir.

## Veröffentlichung
Down to Earth wurde zuerst am 10. Juni 2008 als Teil des Soundtracks des Films WALL·E – Der Letzte räumt die Erde auf von Andrew Stanton veröffentlicht. Das Motiv von Down to Earth ist auch in zwei weiteren Titeln des Soundtracks zu hören. Am 13. April 2019 wurde der Song zusätzlich von Real World Records auf dem Kompilations-Album Rated PG von Peter Gabriel veröffentlicht.
2009 wurde das Lied bei manchen Konzerten der Latin American Tour – Live 2009 live gespielt, erstmals bei dem ersten Konzert am 18. März 2009 in Caracas, Venezuela und als Soundbordmitschnitt auf den dazugehörigen Doppel-CDs der jeweiligen Shows veröffentlicht.

## Auszeichnungen
Beim World Soundtrack Award 2008 wurde das Lied als Best Original Song Written Directly for a Film nominiert und ausgezeichnet. Ebenfalls gewann das Lied den Grammy Award for Best Song Written for Visual Media bei den Grammy Awards 2009.
Das Lied war für den Oscar in der Kategorie Bester Song nominiert, gewonnen hat aber Jai Ho aus Slumdog Millionär. Es war ebenfalls für die Golden Globe Awards 2009 in der Kategorie Bester Filmsong nominiert, dort gewann jedoch The Wrestler von Bruce Springsteen aus The Wrestler – Ruhm, Liebe, Schmerz.

## Mitwirkende

### Musiker
- Peter Gabriel – Hauptgesang
- Soweto Gospel Choir – Chor-Gesang

### Technisches Personal
- Mat Arnold – Unterstützung bei der Aufnahme
- Tchad Blake – Mixing
- Richard Chappell – Aufnahme
- Peter Gabriel – Produktion
- Thomas Newman – L.A. Sessions Produktion